# Droga wojewódzka 630
Die Droga wojewódzka 630 (DW 630) ist eine polnische Woiwodschaftsstraße in der Woiwodschaft Masowien. Sie verläuft in West-Ost-Richtung und verbindet Nowy Dwór Mazowiecki mit Jabłonna.